# Stanisław Araszczuk
Stanisław Araszczuk (ur. 8 maja 1958 r. w Strzegomiu) – polski duchowny, dr hab. nauk teologicznych, profesor nadzwyczajny Instytutu Historii Kościoła i Teologii Pastoralnej i prorektor Papieskiego Wydziału Teologicznego we Wrocławiu. Proboszcz parafii pw. św. Tadeusza Apostoła w Legnicy.

## Życiorys
Urodził się 8 maja 1958 r. w Strzegomiu jako syn Zenona i Lucyny z domu Gumela. W latach 1965–1973 uczył się w Szkole Podstawowej w Strzegomiu, gdzie ukończył również Liceum Ogólnokształcące. Po maturze rozpoczął studia na Akademii Rolniczej we Wrocławiu. Od początku był zaangażowany w duszpasterstwie akademickim przy parafii św. Wawrzyńca, gdzie zaprzyjaźnił się z ks. Stanisławem Orzechowskim. On mu pomógł rozpoznać powołanie do kapłaństwa. Dotychczasowe studia przerwał i w 1978 r. wstąpił do Wyższego Seminarium Duchownego we Wrocławiu.
W 1984 r. ukończył studia teologiczne w Papieskim Wydziale Teologicznym we Wrocławiu. Przyjął święcenia kapłańskie 26 maja 1984 r. z rąk kard. Henryka Gulbinowicza w katedrze wrocławskiej. Jako neoprezbiter pracował w parafii Maryi Matki Kościoła w Dzierżoniowie, gdzie założył Duszpasterstwo Ludzi Pracy Ziemi Dzierżoniowskiej i był jego opiekunem do 1988 r. W 1988 r. kard. Henryk Gulbinowicz skierował go na studia specjalistyczne z liturgiki na Katolickim Uniwersytecie Lubelskim, gdzie w 1992 r. uzyskał stopień naukowy doktora broniąc pracę pt. Kult św. Jadwigi na Śląsku w świetle przedtrydenckich wrocławskich ksiąg liturgicznych. Studium liturgiczno-historyczne. Dalsze studia kontynuował na Anselmianum w Rzymie. 6 marca 2008 r. habilitował się na podstawie pracy zatytułowanej Obrzędy poświęcenia kościoła i ołtarza w odnowionej liturgii Soboru Watykańskiego II. 26 września 2013 r. nadano mu tytuł profesora w zakresie nauk teologicznych. Został zatrudniony na stanowisku profesora nadzwyczajnego Instytutu Historii Kościoła i Teologii Pastoralnej i prorektora Papieskiego Wydziału Teologicznego we Wrocławiu.
Był kierownikiem Instytutu Teologii Pastoralnej, Katedry Liturgiki, Homiletyki i Kultury Muzycznej Kościoła Papieskiego Wydziału Teologicznego we Wrocławiu oraz dyrektorem w Instytucie Teologii Pastoralnej Papieskiego Wydziału Teologicznego we Wrocławiu.

## Odznaczenia
- Medal Stulecia Odzyskanej Niepodległości[8]
- Krzyż Wolności i Solidarności[8]